# Балаши (Невельский район)
Балаши — деревня в Невельском районе Псковской области России. Входит в состав сельского поселения «Артёмовская волость».

## География
Расположена на берегу озера Субачево. Ближайшая крупная деревня Кошелево находится в 3 верстах к северу, райцентр город Невель в 22 верстах к северо-западу.

## Население
Численность населения деревни на конец 2000 года составляла 4 жителя.